# Bad Vilbel
Bad Vilbel è una città tedesca situata nel land dell'Assia.
La città è famosa per i suoi numerosi centri termali. Il centro cittadino è situato a soli 8 km da Francoforte sul Meno ed è attraversato dal fiume Nidda.

## Storia
Bad Vilbel fu fondata nel 774 (come attestato da alcuni documenti) ma nella zona sono stati ritrovati artefatti di molto precedenti. Nel 1848 durante gli scavi per costruire una ferrovia, fu scoperta una Villa romana in cui vi erano presenti delle Terme romane e un Mosaico; una replica di quest'ultimo è esposta nelle moderne spa.

### XX secolo
Evoluzione demografica
- 1998: 28509
- 2000: 29716
- 2002: 30290
- 2004: 30905
- 2006: 31348
- 2008: 31456
- 2010: 31822
- 2011: 31673
- 2014: 32584

(riferite al 31 dicembre)
Fonti: HSL
 La città di Vilbel ebbe la denominazione di "Bad" (spa) nel 1948 per le sue numerose sorgenti d'acqua. L'economia, basata fino agli anni '60 principalmente sulle spa, oggi è strettamente correlata all'industria dell'acqua minerale grazie all'acquedotto che collega le numerose sorgenti di Wetterau all'impianto di imbottigliamento Hassia a Bad Vilbel.
Il governo del land, con una riforma datata 1971/72, unì Bad Vilbel (con Heilsberg), Dortelweil, Gronau and Massenheim nella nuova città di Bad Vilbel. Sin dal 1997 sono state sviluppate grandi aeree residenziali o dedite ad attività commerciali come il complesso residenziale della zona di Dortelweil-West o il centro commerciale Quellenpark tra Bad Vilbel, Massenheim e Dortelweil.

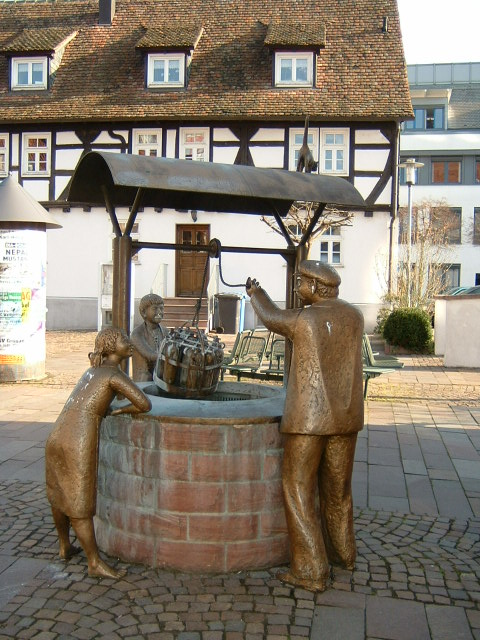
Fontana vicino al vecchio municipio
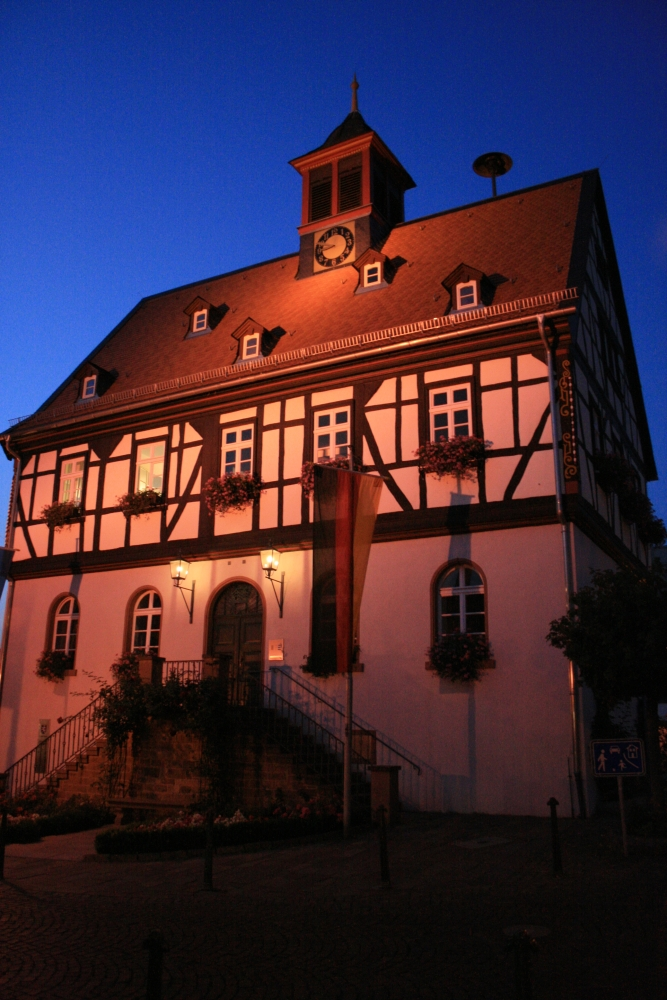
Vecchio municipio
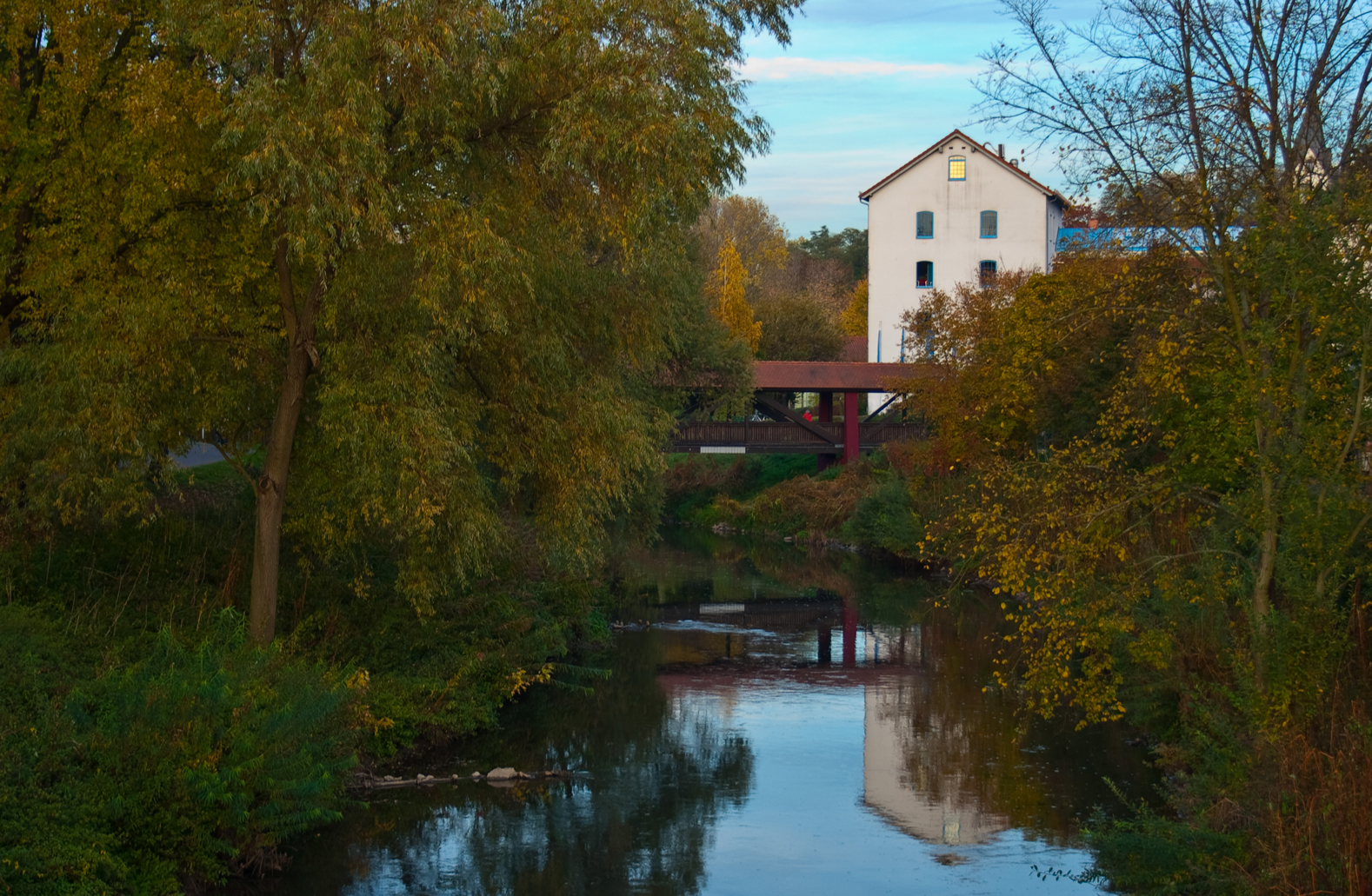
Centro culturale
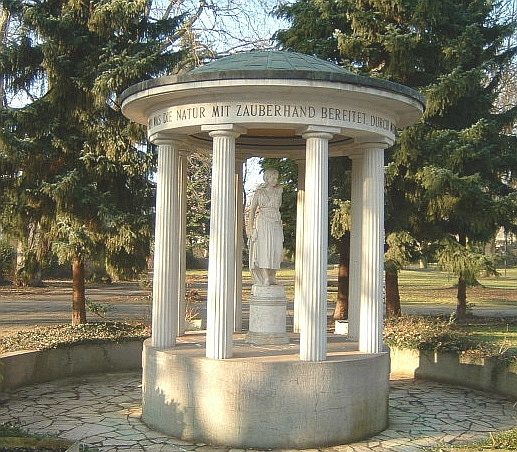
Sorgente Hassia
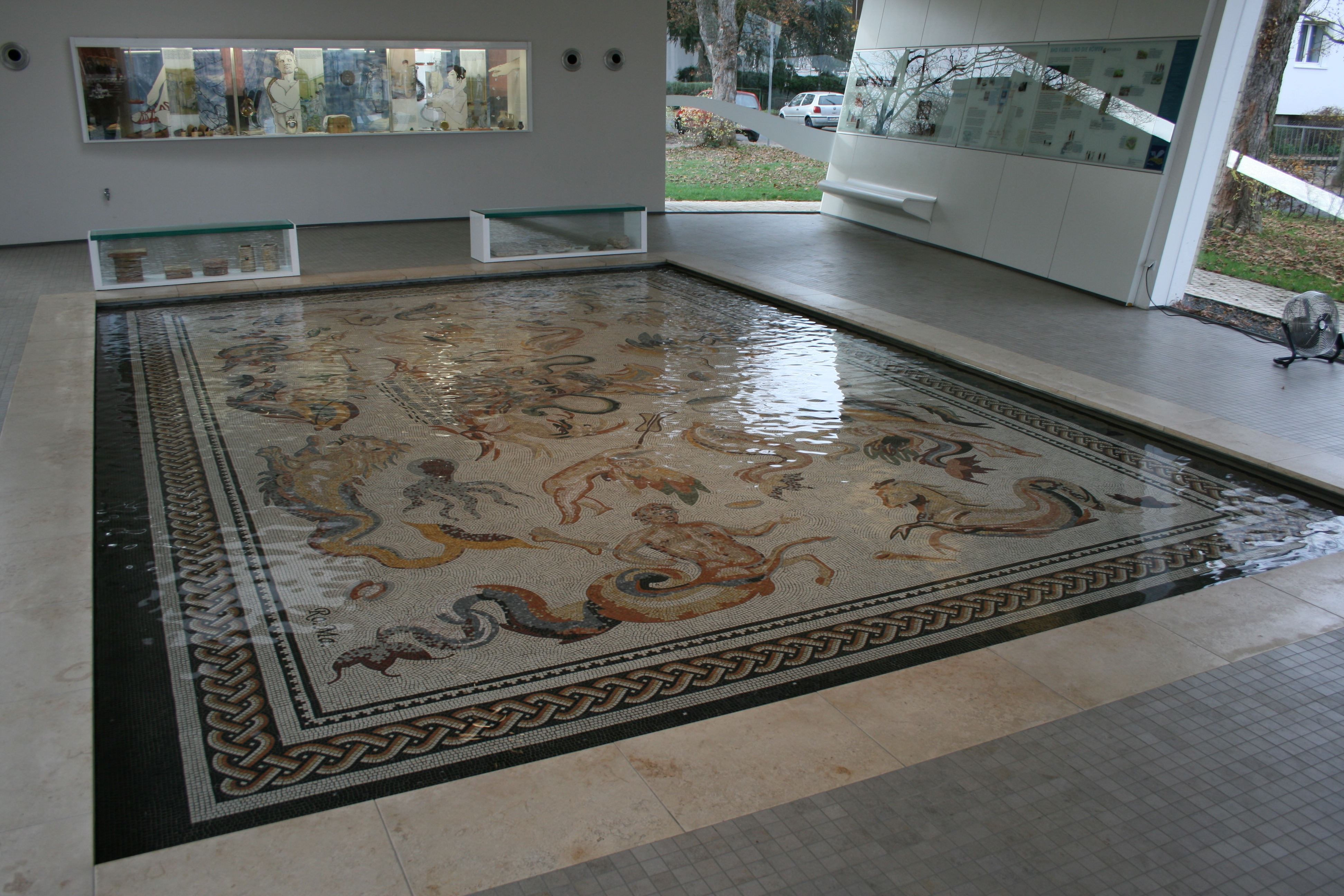
Esposizione del mosaico romano
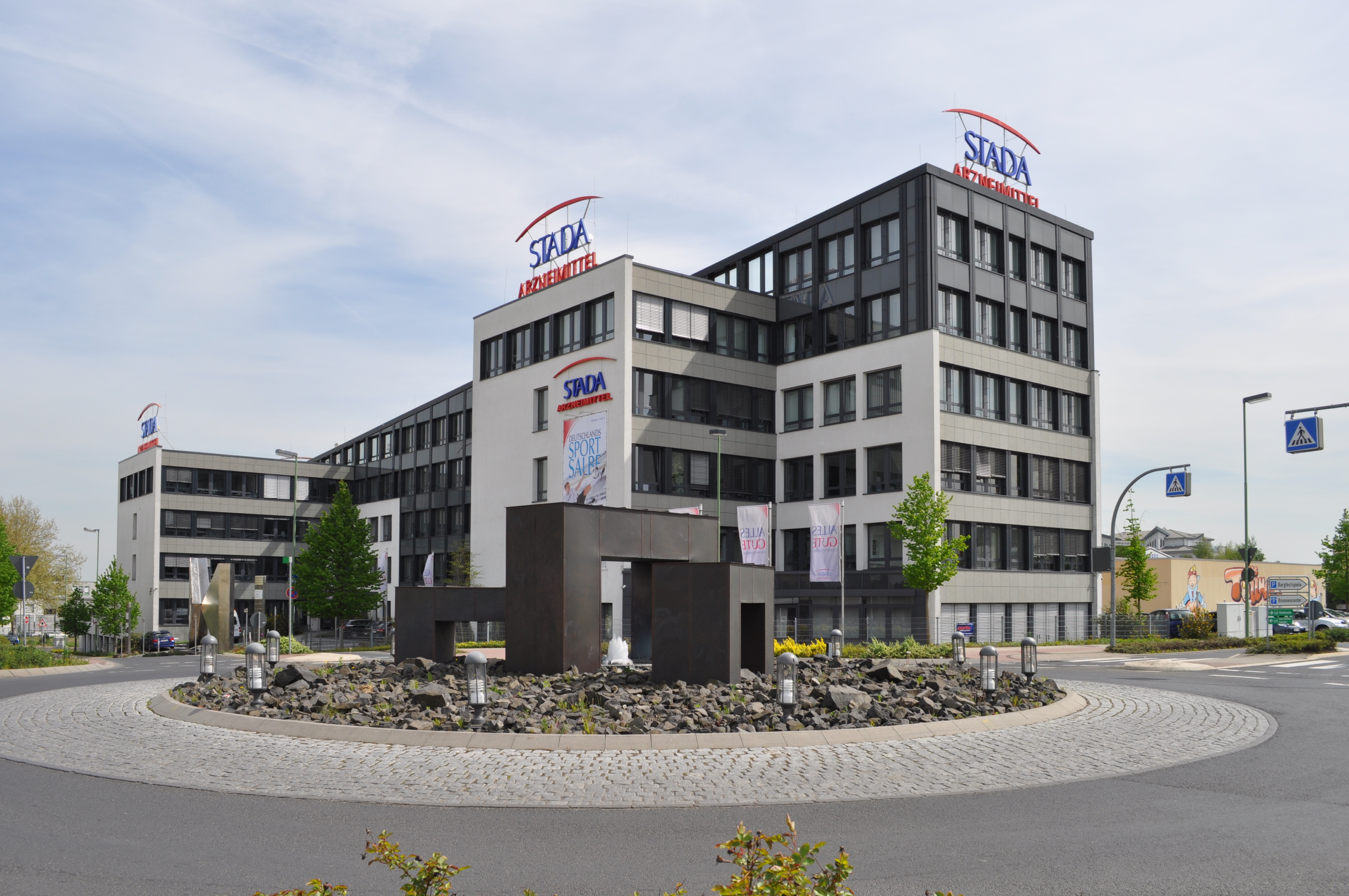
Stada AG
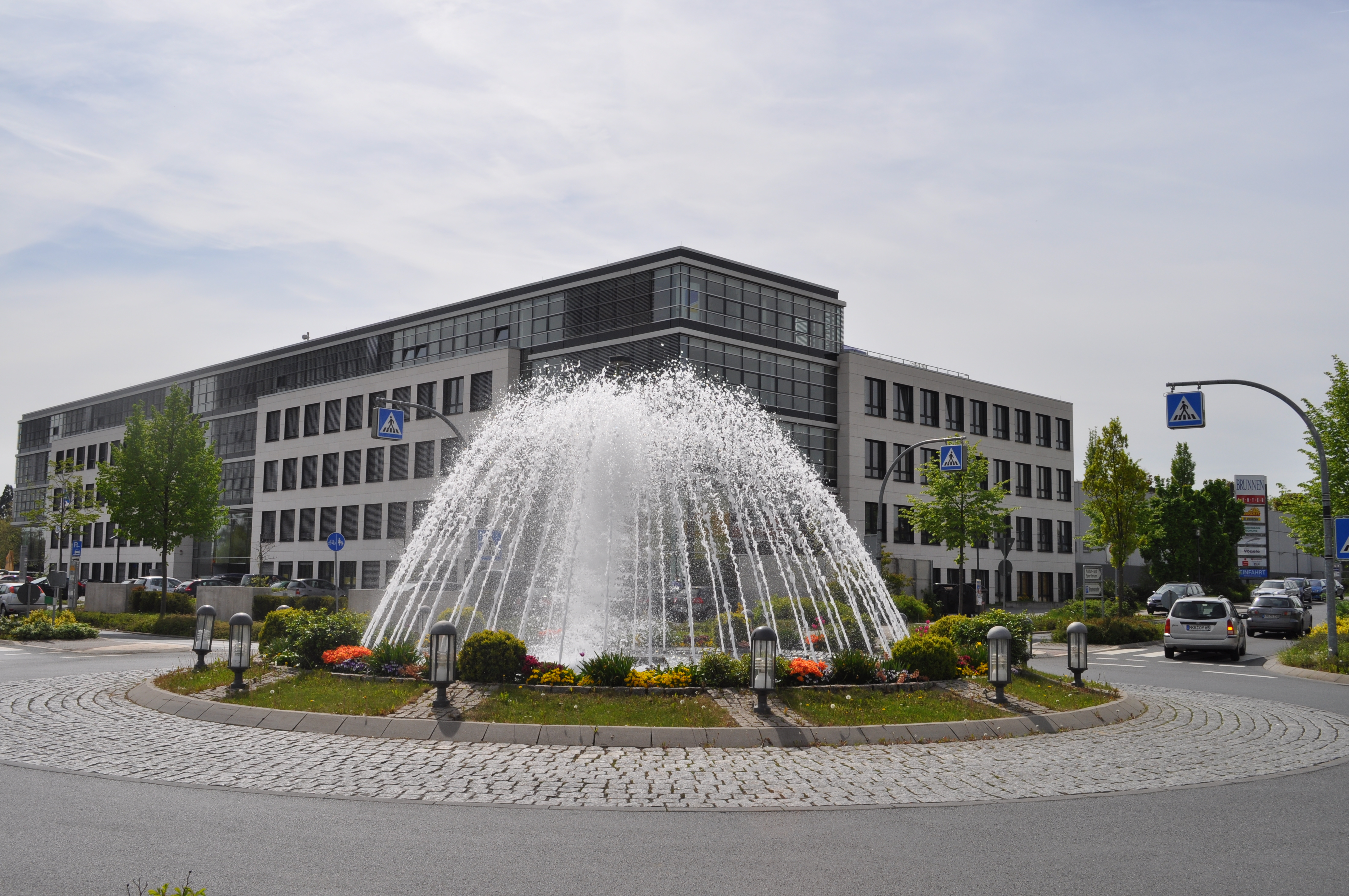
Centro commerciale di Dortelweil

## Infrastrutture e trasporti
Bad Vilbel possiede quattro stazione ferroviarie (Bad Vilbel, Bad Vilbel Süd, Dortelweil and Gronau) sulla Main–Weser Railway, è collegata a Francofrote dalla linea S6 della S-Bahn Reno-Meno e dalla linea 34 della RE). Ha accessi alla strada statale A661 e all'autostrada B3.

## Amministrazione

### Gemellaggi
- Glossop
- Moulins
- Brotterode
- Eldoret